# ناتاشا هوارد (بازیکن بسکتبال)
ناتاشا هوارد (انگلیسی: Natasha Howard؛ زادهٔ ۲ سپتامبر ۱۹۹۱) بازیکن بسکتبال اهل ایالات متحده آمریکا است.